# Mizerák István
Mizerák István (Beretke, 1942. december 19. – Ózd, 1998. április 9.) magyar fotóművész, fotóriporter. A Magyar Távirati Iroda tudósítója, a Magyar Újságírók Szövetségének tagja.

## Élete
A Felvidéken magyar család első gyermekeként született. Szülei, Mizerák István és Dorkó Erzsébet az újra Csehszlovákia részévé vált magyar területről menekültek a határmenti Sajóvárkonyra. Iskoláit is itt végezte, fotográfiai tudását autodidakta módon fejlesztette. 1963-ban Lillafüreden katonáskodott; azután népművelőként állt munkába. Fotográfusi karrierje 1966-ban kezdődött, amikor egy fotópályázaton második díjat nyert. Élete első szakmai munkáját az Ózdi Kohászati Üzemeknél kapta; fotói jelentős hányadának témája a kohászat, a vasmunkások, az emberi tartás, a nyersvas szépsége.
1968-tól az MTI tudósítójaként dolgozott, és szinte valamennyi országos lapban közölték fényképeit. Rendszeresen publikált a Déli Hírlap,  az Ózdi Vasas és jogutódjuk, az Észak-Magyarország napilapok hasábjain. Az Aggteleki Nemzeti Parkról készített képei az UNESCO által védett természetvédelmi terület megismertetését szolgálták. 1977-ben UNESCO-díjat nyert Az élet bölcsője című képével. Több hazai és külföldi kiállításon szerepelt és nyert díjat felvételeivel. 1989 decemberében Romániában a Magyar Vöröskereszttel együttműködve segítette az erdélyi magyar rászorulókat, önzetlen gesztusát húsz évvel később egy emlékplakettel posztumusz is elismerték. Bár az 1990-es évek második felében látása erősen megromlott, élete utolsó napjáig dolgozott.

## Kiállításai
- 2018 Museo Nazionale della Fotografia, Brescia, Olaszország (posztumusz)[1]
- 2022 Bástya Galéria, Kassa (posztumusz)[2]